# Carbrooke
 (juillet 2023).
Carbrooke est une paroisse civile et un village du Norfolk, en Angleterre.